# Università dello Shandong
L'Università dello Shandong (in cinese 山東大學) è un'università della Cina. Il suo campus principale è a Jinan, nello Shandong.

## Storia

### Fondazione
La data ufficiale di fondazione, come indicato anche nel logo dell'istituto, è il 1901, quando nacque l'Università imperiale dello Shandong. L'istituzione universitaria recente è il frutto di una serie di fusioni tra vari istituti, alcuni dei quali antecedenti a tale data.
L'Università imperiale dello Shandong fu il secondo istituto, dopo quello di Pechino nel 1898, avviato dall'imperatore Guangxu. Venne costituita a Jinan ereditando le strutture della già esistente Accademia Luoyuan.

### XX secolo
Nel 1904 assunse la denominazione di Istituto per gli Studi Superiori dello Shandong e nel 1911 Scuola di Studi Superiori. Nel 1926, quando lo Shandong durante il Periodo dei signori della guerra cadde sotto il controllo della Cricca del Fengtian, l'Università venne accorpata assieme ad altri istituti a costituire l'Università provinciale dello Shandong con sede a Tsingtao. Nel 1930, con la restaurazione del potere centrale, venne ridenominata Università nazionale di Tsingtao e nel 1932 Università nazionale dello Shandong.
Nel 1937, dopo l'Incidente del ponte di Marco Polo (motivo scatenante della seconda guerra sino-giapponese), la sede venne dapprima trasferita a Anqing e quindi a Wanxian (Distretto di Wanzhou). L'anno seguente fu accorpata all'Università nazionale centrale. Alla fine del conflitto, nel 1946, l'istituto tornò a Tsingtao con il nome di Università dello Shangdong.
Nel 1951 venne incorporata l'Università della Cina Orientale e nel 1952 la facoltà di medicina della disciolta Università Cheeloo. Nel 1958 la sede del campus tornò a Jinan.
Con l'avvio della grande rivoluzione culturale nel 1966, le attività dell'Università si bloccarono e nel 1970 si avviò un programma di smembramento delle facoltà. Nel 1974 il progetto venne fermato e l'università ricostituita.
Nel 1984 l'università venne dotata di una campus satellite a Weihai.
Nel 1995  è stata inclusa nel progetto 211 e nel 1998 nel progetto 985 per il potenziamento dell'insegnamento universitario. Fa parte della lega C9 che riunisce i nove principali istituti cinesi.

## Accademia Luoyuan
L'Accademia Luoyan venne fondata nel 1733 dall'imperatore Yongzheng. Doveva il proprio nome, letteralmente Accademia del fiume Luo, alla sua posizione presso il corso d'acqua che defluisce dalle sorgive carsiche di Baotu. L'istituto era destinato all'insegnamento dei testi classici cinesi ai rampolli della nobiltà cinese. La sede dell'accademia venne ricostruita nel 1896 poco prima di essere trasformata nell'Università imperiale dello Shandong.

## Università Cheeloo
I missionari statunitensi costituirono nel 1864 una scuola elementare a Penglai, che divenne scuola superiore nel 1869 e college nel 1882 e che si distinse per la qualità dell'insegnamento: tanto che nel 1898 dodici dei tredici professori che andarono alla neocostituita Università Imperiale di Pechino provenivano da questo istituto.
Dopo che nel 1884 i missionari britannici avevano avviato una propria scuola a Qingzhou, i governi dei due paesi anglofoni si accordarono per creare tre istituti unificati (uno ad indirizzo artistico a Weifang, uno ad indirizzo teologico a Qingzhou, uno ad indirizzo medico a Jinan) che furono avviati nel 1902. Sette anni più tardi l'amministrazione di questi college fu unificata nell'Università Protestante dello Shandong.
Il nuovo istituto cambiò nome in Università Cristiana dello Shandong e quindi, nel 1915, in Università Cheeloo dal nomignolo usato per indicare la regione dello Shandong con riferimento agli antichi stati di Qi e Lu che erano fioriti in antichità in quei territori.
Sopravvisse come università indipendente fino al 1952 quando venne sciolta e la facoltà di medicina confluì nell'Università dello Shandong.

## Ricerca astronomica
| 207931 Weihai        | 24 dicembre 2008 |
| 239645 Shandongas    | 20 novembre 2008 |
| 241442 Shandongkexie | 25 dicembre 2008 |
| 295935 Majia         | 15 dicembre 2008 |
| 301153 Jinan         | 25 dicembre 2008 |
| 321197 Qingdao       | 23 dicembre 2008 |
| 346721 Panchengdong  | 14 gennaio 2009  |

L'università è dotata di un proprio osservatorio, individuato dal codice MPC D39, nel campus satellite di Weihai.
Il Minor Planet Center le accredita le scoperte di sedici asteroidi effettuate tra il 2008 e il 2009.